# Friedrich Ritter
Friedrich Ritter, född 9 maj 1898, död 9 april 1989, var en tysk geolog och botaniker. 
Ritter studerade biologi, geologi och paleontologi på Philipps-Universität Marburg och tog sin examen 1920. Efter examen flyttade han till Mexiko och började arbeta för ett antal gruvbolag. 
Under tiden bedrev han studier av kaktusar och 1930 påbörjades ett antal fältstudier av dessa växter i Peru, Bolivia, Argentina och Chile. Detta resulterade senare till att han beskrev en stor mängd nya arter inom olika kaktussläkten.
Auktorsnamnet F.Ritter kan användas för Friedrich Ritter i samband med ett vetenskapligt namn inom botaniken; se Wikipediaartiklar som länkar till auktorsnamnet.